# Masakra w Mosonmagyaróvárze
Masakra w Mosonmagyaróvár – masakra ludności cywilnej dokonana przez funkcjonariuszy komunistycznej służby bezpieczeństwa ÁVO w mieście Mosonmagyaróvár podczas powstania węgierskiego w 1956.
Trzy dni po wybuchu powstania w Budapeszcie, 26 października 1956, na ulice Mosonmagyaróváru (pięciotysięcznego miasta w pobliżu granicy z Austrią) wyszło około 25% jego mieszkańców, protestując przeciwko komunistycznemu bezprawiu. Tłum, śpiewający patriotyczne pieśni, skierował się na ratusz, by wyartykułować żądanie zakończenia rządów stalinowskich. Wśród demonstrantów było wiele kobiet i dzieci. Punktem zapalnym było żądanie zdjęcia czerwonej gwiazdy z budynku lokalnej siedziby ÁVO, skierowane do porucznika Stefko. Odpowiedzią była salwa z karabinów maszynowych oddana do zgromadzonych, w wyniku której zginęło według różnych źródeł 52, 85 lub 100 osób, a rannych zostało 86 lub 250 ludzi.
Zaistniała sytuacja rozwścieczyła mieszkańców miasta, którzy otoczyli gmach tajnej policji. Większość zabójców zbiegła, ale czterech sprawców masakry nadal pozostawało w budynku. Interwencja uzbrojonego oddziału powstańczego pozwoliła zbiec również ciężko rannemu porucznikowi Stefko, ale pozostali funkcjonariusze aparatu bezpieczeństwa zostali na miejscu zlinczowani. Następnego dnia w mieście rozniosła się wieść, że wydający rozkaz strzelania Stefko żyje i znajduje się w lokalnym szpitalu. Tłum wyniósł go na noszach i zlinczował, a ciało zostało powieszone na drzewie za nogi na ówczesnej ulicy Lenina. Czyn ten (i inne lincze na komunistach) był krytykowany przez gazety w czasie powstania, co nie zmienia faktu, że za całość wydarzeń odpowiada komunistyczna ÁVO. 
Większość wyższych rangą sprawców nie została nigdy ukarana za tę zbrodnię, a po 1991 ustawa Zétényia–Takácsa (Zétényi–Takács-féle igazságtételi törvényjavaslat), zakładająca konieczność ukarania sprawców zbrodni komunistycznych została uchylona przez Sąd Konstytucyjny (dla etycznej chwały ukarania przestępcy nie warto ryzykować prawnych gwarancji naszego konstytucyjnego państwa). Karaniu sprawców masakr z 1956 przeciwny był m.in. ówczesny prezydent Węgier Árpád Göncz.